# João Augusto Chagas Pestana
João Augusto Chagas Pestana (Cachoeira do Sul, 22 de março de 1936 — São Paulo, 26 de outubro de 2020) foi um engenheiro e executivo brasileiro. Liderança empresarial do setor elétrico nacional a partir de meados da década de 1990, Pestana foi o primeiro presidente do conselho de administração da empresa Rio Grande Energia.

## Origens e formação
Filho do magistrado gaúcho Ciro Pestana (1898-1982) e neto do líder republicano Augusto Pestana (1868-1934), primeiro Prefeito de Ijuí e fundador da Viação Férrea do Rio Grande do Sul, João Augusto Chagas Pestana nasceu em Cachoeira do Sul à época em que seu pai era juiz de direito titular daquela comarca. Após passar parte da infância em Santa Maria, completou o ensino fundamental no Colégio Anchieta em Porto Alegre (escola mantida pelos jesuítas) e, em 1953 e 1954, foi Aluno do Colégio Naval em Angra dos Reis (turma José Humberto de Farias, a terceira da instituição).
Em lugar de seguir carreira como oficial na Marinha do Brasil, optou por retornar a seu estado natal para estudar na Escola de Engenharia de Porto Alegre (faculdade fundada em 1896 com o apoio de sua trisavó Ana de Ávila Chagas, Baronesa de Candiota). Graduou-se engenheiro civil em 1960 e, no ano seguinte, transferiu-se para São Paulo, onde fez pós-graduação em administração de empresas na Fundação Getúlio Vargas (FGV-EAESP).

## Engenheiro civil em São Paulo (1960-1990)
No início da carreira, Pestana foi responsável por obras de pequeno e médio porte em Franca (1961), Santos (1962) e Ourinhos (1963), entre outras cidades do interior de São Paulo. Em 1964, ingressou na estatal paulista Centrais Elétricas de Urubupungá (Celusa), depois absorvida pela Companhia Energética de São Paulo (CESP) . Integrou o pioneiro grupo de engenheiros encarregados da construção da Usina Hidrelétrica de Jupiá, na divisa entre São Paulo e o atual estado do Mato Grosso do Sul, onde viveu entre 1964 e 1968.
Nos anos 1970 e 1980, já na inciativa privada, participou ativamente do planejamento ou da implementação de seminais projetos de infraestrutura no Brasil e na América do Sul, em especial no setor energético — usinas hidrelétricas de Ilha Solteira, Tucuruí, Itaipu e Guri (Venezuela), além da central nuclear de Angra dos Reis —, mas também no setor de transportes, como a ponte Rio-Niterói e a rodovia dos Imigrantes. Consolidou nessas grandes iniciativas sua habilidade como gestor de projetos marcados por complexidade tanto do ponto de vista técnico quanto do regulatório e empresarial.
No plano internacional, além de Itaipu e Guri, Pestana trabalhou como consultor nos estudos de viabilidade técnica e financeira para o aproveitamento hidrelétrico do rio Uruguai, na fronteira entre o Brasil e a Argentina (projetos das usinas de Garabi, Roncador e São Pedro, que não se concretizaram). Participou, ainda, de negociações para o aproveitamento da bacia do rio Porce (Colômbia), bem como para diversos projetos de infraestrutura no Peru, no Equador e na Bolívia.

## Executivo do setor elétrico (1990-2010)

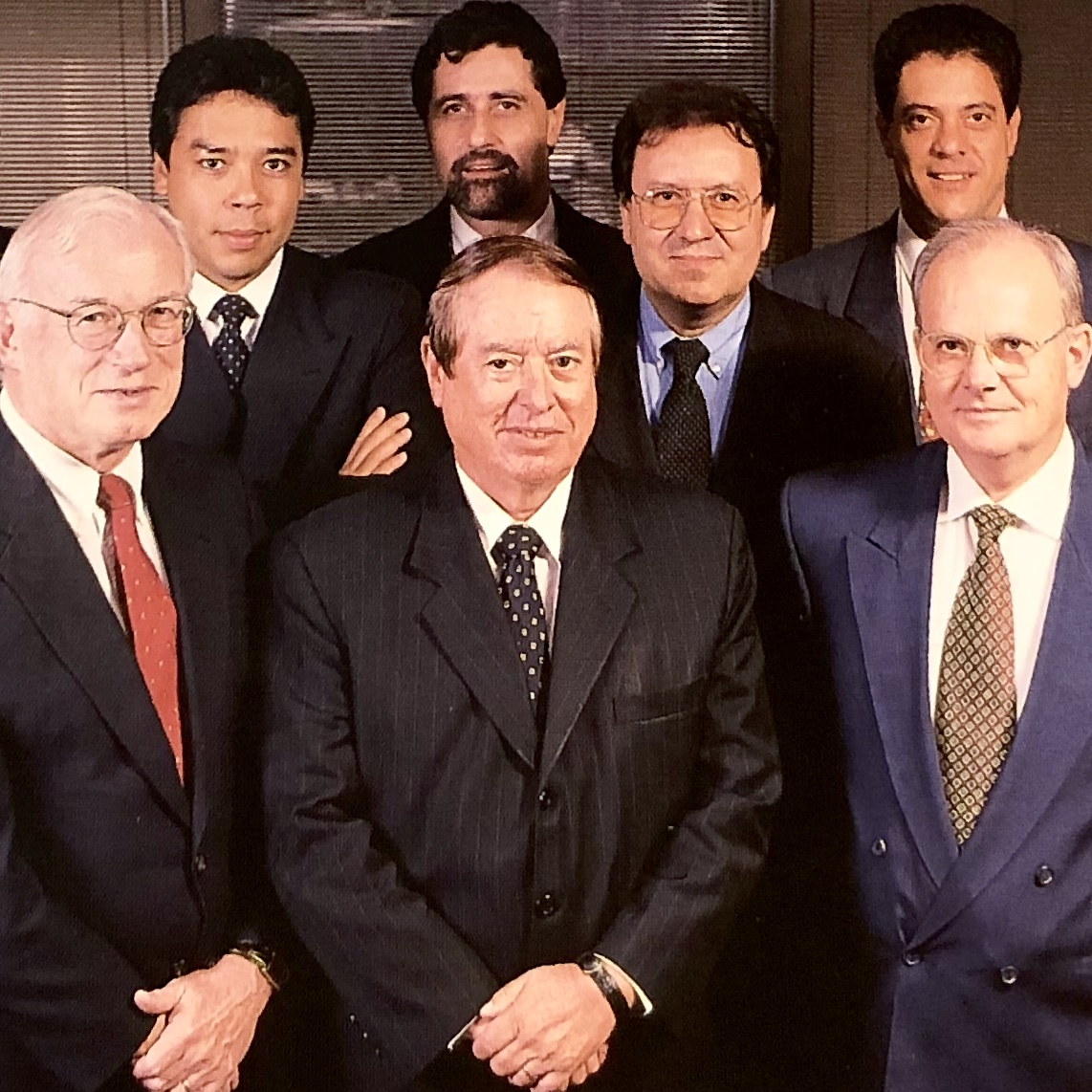
Pestana à frente do Conselho da Rio Grande Energia (1999)

Nos anos 1990 e 2000, Pestana converteu-se num dos executivos-chave do processo de modernização e privatização do setor elétrico brasileiro. Foi diretor de desenvolvimento de negócios da joint-venture formada pelos grupos Votorantim, Bradesco e Camargo Corrêa (VBC). Negociou parceria da VBC, incluindo significativo aporte de investimentos estrangeiros diretos, com o grupo norte-americano PSEG, representado no Brasil por um de seus vice-presidentes, William J. Budney.
Em 1997, após a privatização parcial da Companhia Estadual de Energia Elétrica do Rio Grande do Sul (CEEE), Pestana tornou-se o primeiro presidente do conselho de administração da Rio Grande Energia (RGE), empresa integrante do grupo CPFL Energia e líder no mercado gaúcho de distribuição de eletricidade. Na avaliação do então representante do Bradesco na VBC, Roger Agnelli (depois presidente da mineradora Vale), era “um agregador nato, sempre capaz de convencer e aproximar os acionistas para viabilizar boas oportunidades de negócio”. Ao completar seu mandato à frente do conselho da RGE em 2001, foi sucedido por William J. Budney do PSEG.
No período como alto executivo na VBC e na RGE, atribuiu prioridade à concretização do aproveitamento hidrelétrico da bacia do alto rio Uruguai, na divisa entre o Rio Grande do Sul e Santa Catarina, oferecendo contribuição decisiva para a conclusão e a entrada em operação das usinas de Itá (2000), Machadinho (2002), Complexo Ceran (2004) e Barra Grande (2005). A capacidade somada dessas quatro unidades (cerca de 3,7 GW) equivale a mais de um terço da geração total de energia do Rio Grande do Sul.

## Legado e família
Expoente da geração de engenheiros especializados em barragens que iniciou a trajetória profissional nos anos 1960, Pestana contribuiu  — por meio de seu trabalho de cinco décadas em prol da infraestrutura brasileira — para criar as condições materiais que alçariam o País, na virada de século, a uma das dez maiores economias do mundo e a referência global em energia limpa graças a uma matriz elétrica majoritariamente renovável. Notabilizou-se, em particular, por ter conciliado sólido conhecimento técnico, visão empresarial ambiciosa e profunda compreensão da realidade política e econômica do Brasil.
Pestana casou-se em Porto Alegre, em 1961, com a professora gaúcha Miriam Gomes Souto, neta do advogado e abolicionista alegretense Franklin Gomes Souto (1844-1917). O casal radicou-se em São Paulo e deixou descendência.